# 楚科奇高原
楚科奇高原是俄羅斯的高原，位於楚科奇自治區中部，全長約450公里，平均海拔高度500至1,000米，最高點海拔高度1,810米，蘊藏金、鉛、汞、煤和錫礦。
67°N 176°E / 67°N 176°E